# V1830 Aquilae
V1830 Aquilae (en abrégé V1830 Aql), aussi connue comme Nova Aquilae 2013 et PNV J19023335+0315190, est une nova intervenue en 2013 dans la constellation de l'Aigle.